# 白蜡树
白蜡树（学名：Fraxinus chinensis）亦称梣、白荆树、青榔木，是木犀科梣属的落叶乔木。

## 形态
落叶乔木。奇数羽状对生复叶，小叶通常5—7枚，椭圆形或卵状披针形；圆锥花序顶生及侧生，下垂，夏季开花；披针形扁平翅果。

## 分布
分布于越南、朝鲜以及中国大陆的南北各省等地，生长于海拔800米至1,600米的地区，喜湿润，生长快，多生于山地杂木林中。

## 用途
白蜡树木材坚韧，可以制家具、农具、车辆、胶合板等用；树皮称“秦皮”，中医学上用为清热药；树可放养白蜡虫，以取白蜡；白蜡树又可以作为固沙树种。

## 外部連結
- 白蠟樹 （页面存档备份，存于） 藥用植物圖像資料庫 (香港浸會大學中醫藥學院) （中文）（英文）
- 秦皮 中藥材圖像數據庫  (香港浸會大學中醫藥學院) （中文）（英文）